# Мозжинка (посёлок)
Мозжинка — посёлок сельского типа в Одинцовском районе Московской области, в составе сельского поселения Ершовское. 

## География
Посёлок расположен на северо-западе района, в 1 километре на северо-восток от Звенигорода, на левом берегу Москва-реки, высота центра над уровнем моря 188 м. В Мозжинке числится 1 садовое товарищество.

## История
Мозжинка возник в 1946 году как дачный посёлок Академии наук СССР, возведённого согласно постановлению Совнаркома СССР от 14 октября 1945 г. «О строительстве дач для действительных членов Академии наук СССР». Место строительства выбрал президент АН СССР Сергей Вавилов. Посёлок назван по протекающей в Мозжинском овраге малой речке Мозжинка.
Все дачные участки и строения Мозжинки были спроектированы по типовой схеме — на каждом огороженном забором участке леса располагались одинаковые коттеджи и теплые гаражи с благоустроенной двух-комнатной квартирой для прислуги. Двух одинаковых дач не было, поскольку на разных участках леса дома и гаражи располагались по-разному. Коттеджный домик представлял собой специально для Мозжинки закупленный финский сборно-щитовой 2-х этажный дом, общей площадью около 100 м².
До 2006 года Мозжинка входила в состав Аксиньинского сельского округа. 

## Население
| 2002 | 2006 | 2010 |
| ---- | ---- | ---- |
| 58   | →58  | ↘23  |

## Известные уроженцы, жители
В Мозжинке находились дачи советских академиков: Г. Ф. Александров, А. И. Алиханов, Л. А. Арцимович, С. И. Вавилов, В. А. Веснин, А. В. Винтер, В. П. Волгин, Б. Д. Греков, А. А. Григорьев, А. М. Деборин, Н. П. Дубинин, Н. Д. Зелинский, В. А. Кистяковский, Е. А. Косминский, В. А. Котельников, Г. М. Кржижановский, Л. Д. Ландау, Л. С. Лейбензон, Т. Д. Лысенко, И. М. Майский, Я. А. Манандян, В. Ф. Миткевич, С. С. Намёткин, В. А. Обручев, А. И. Опарин, Г. П. Передерий, Б. Б. Полынов, Л. С. Понтрягин, Л. И. Прасолов, В. Л. Родионов, С. Н. Сергеев-Ценский, Д. В. Скобельцин, Л. И. Седов, А. А. Скочинский, К. Н. Скрябин, С. Л. Соболев, А. Д. Сперанский, С. Г. Струмилин, В. Н. Сукачев, С. П. Сыромятников, Е. В. Тарле, А. М. Терпигорев, А. В. Топчиев, И. П. Трайнин, И. А. Трахтенберг, С. А. Христианович, Н. В. Цицин, И. И. Черняев, Н. П. Чижевский, В. Н. Шапошников, П. П. Ширшов, И. И. Шмальгаузен, О. Ю. Шмидт, Л. С. Штерн, П. Ф. Юдин и других.

## Галерея

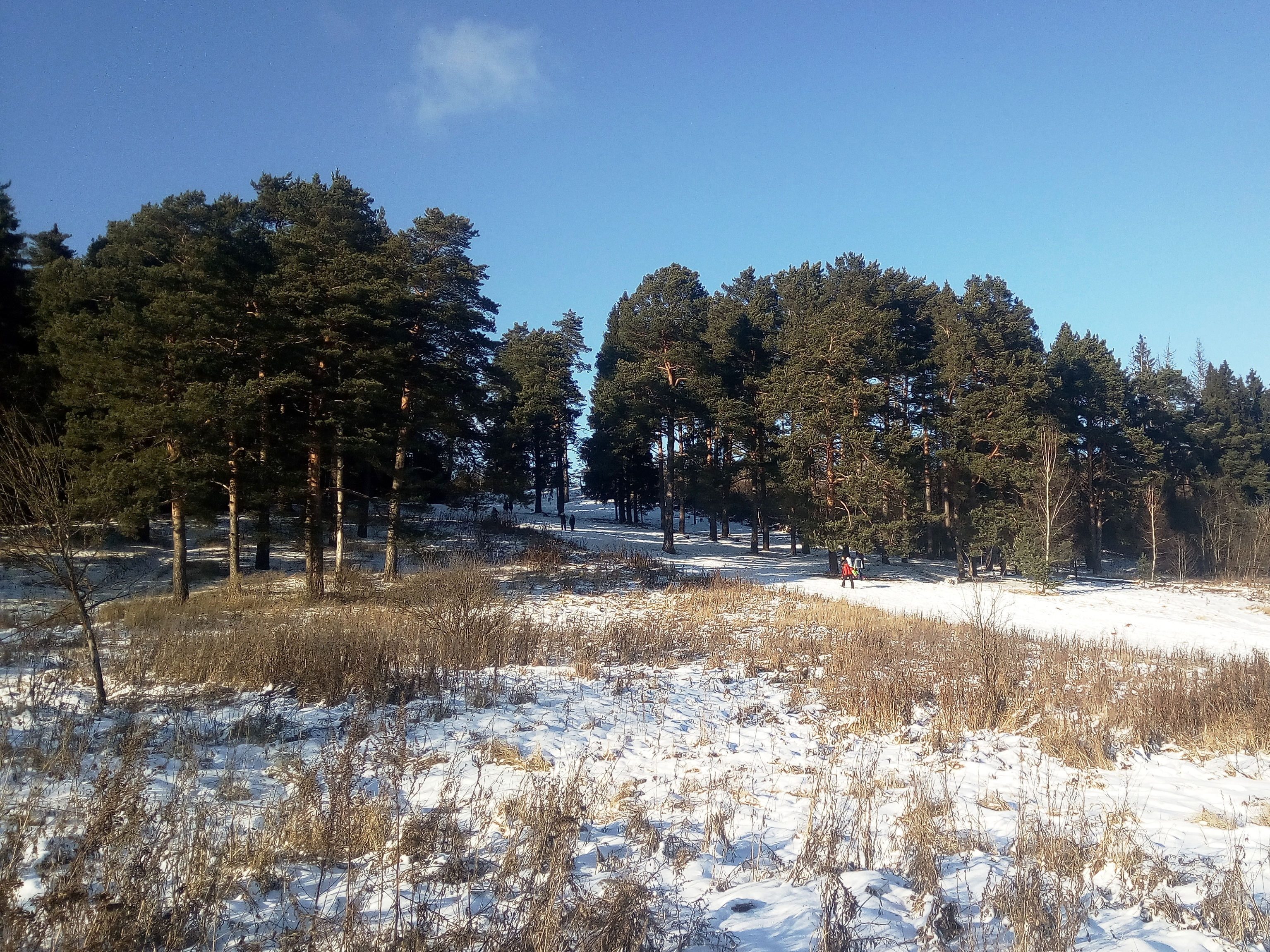
Сосновый лес в заповеднике «Мозжинский овраг»
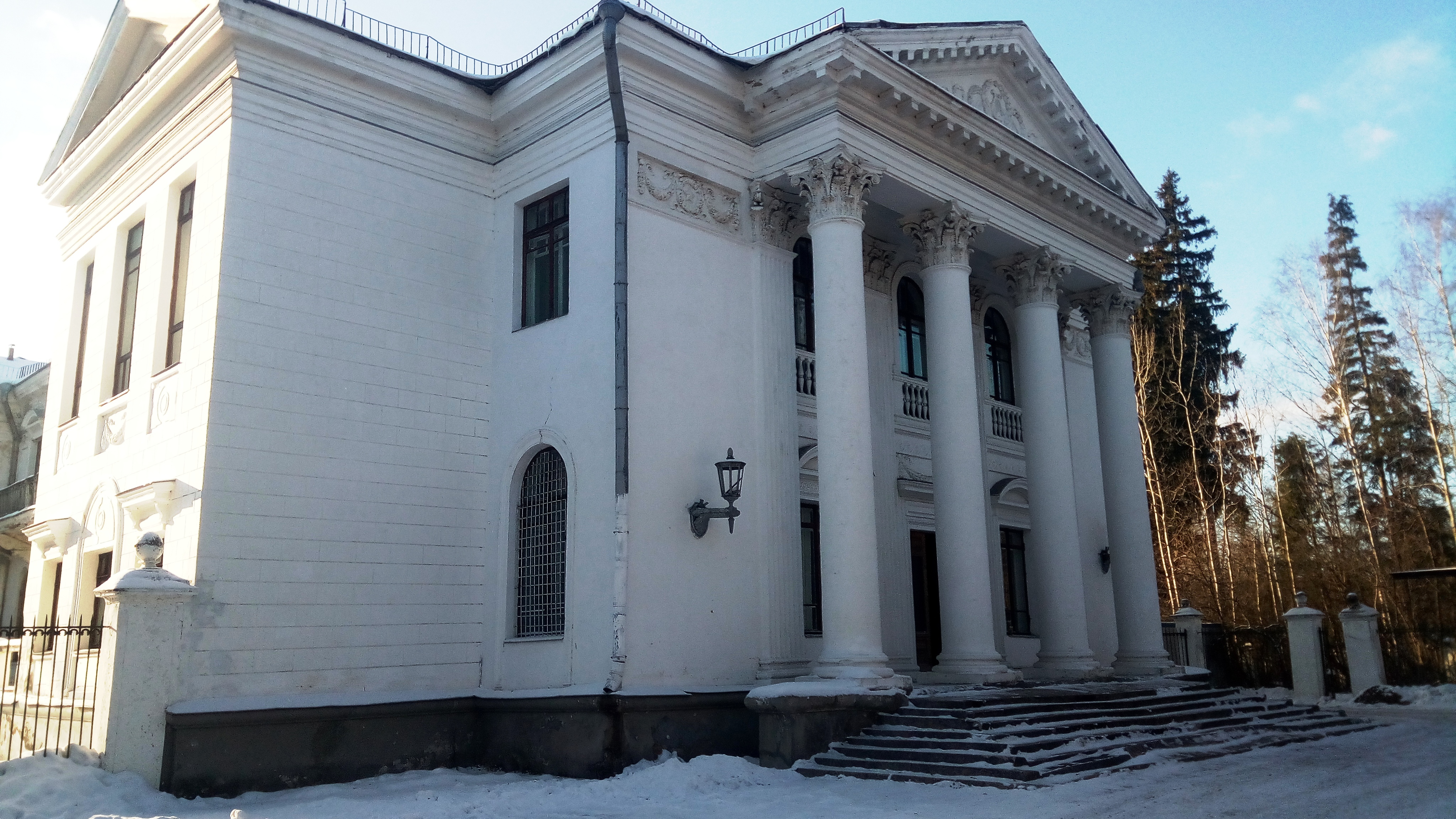
Мозжинский сельский клуб
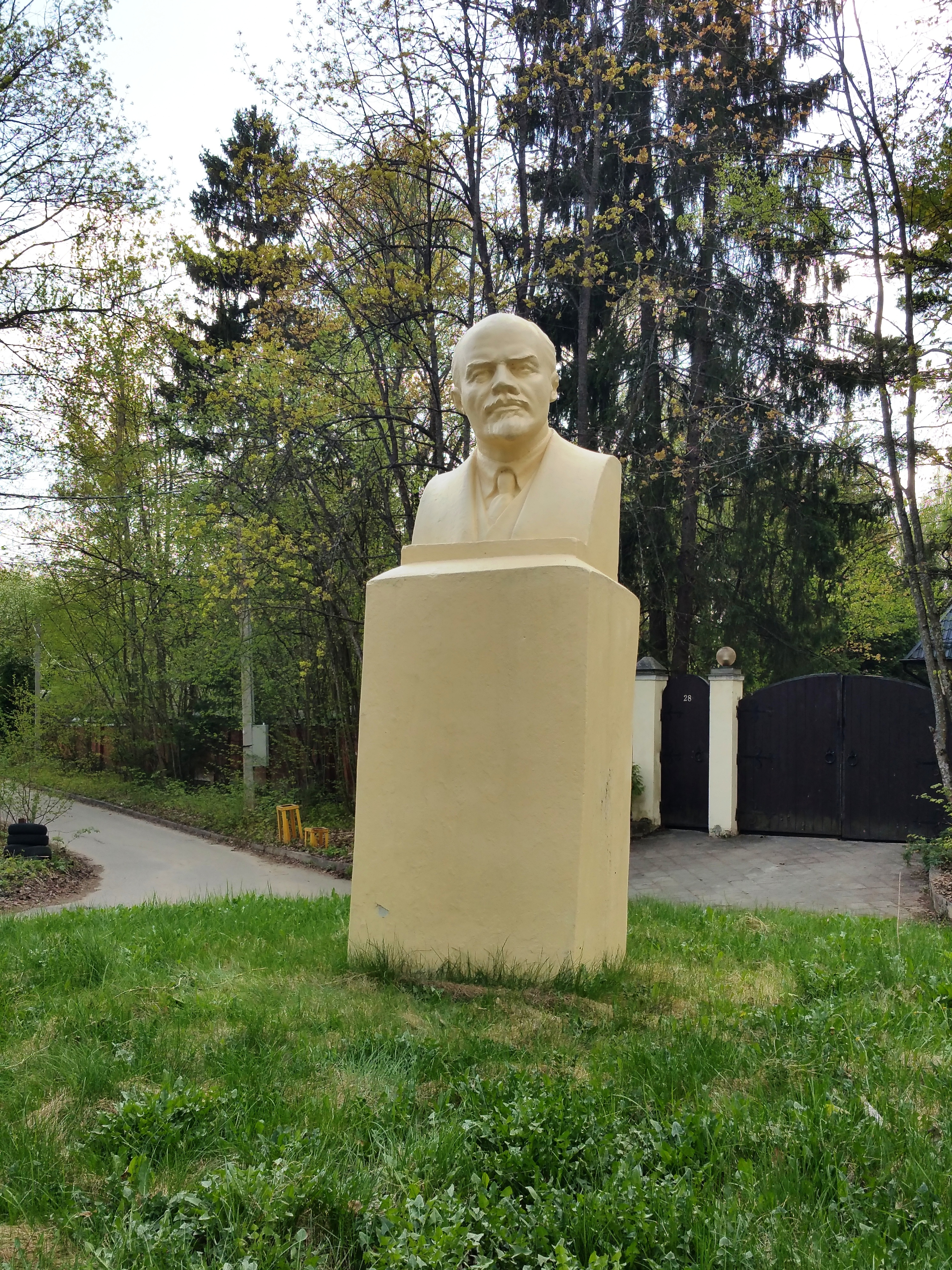
Памятник Ленину в Мозжинке